# Корзуново
Корзуново (до 1967 года Луостари-Новое) — посёлок в Печенгском районе Мурманской области. Центр одноимённого сельского поселения. Расположен на левом берегу реки Печенга.

## История
13 октября 1947 года на территории посёлка Луостари был сформирован отдельный авиационно-технический батальон ВВС Северного флота. Был образован аэродром Луостари. В расквартированном на базе аэродрома 769 истребительном полку 122-й истребительной авиадивизии Северного флота проходил службу Юрий Гагарин.
13 декабря 1962 года был образован самостоятельный посёлок Луостари-Новое. В 1967 году посёлок был переименован в Корзуново в честь Героя Советского Союза Ивана Егоровича Корзунова.
В 2020 году компания «Норникель» сообщила о планах возродить аэродром Корзуново и создать в Печенгском районе курорт мирового уровня по аналогии с горным курортом «Роза Хутор».

## Население
| 2010 |
| ---- |
| 275  |

Численность населения, проживающего на территории населённого пункта, по данным Всероссийской переписи населения 2010 года составляет 275 человек, из них 137 мужчин (49,8 %) и 138 женщин (50,2 %). В 2002 году в посёлке проживало 330 жителей.